# بيير فرانسوا دومون
بيير فرانسوا دومون (بالفرنسية: Pierre François Dumont)‏ هو سياسي فرنسي، ولد في 12 يناير 1789 في فرنسا، وتوفي في 27 يوليو 1864 في نور في فرنسا. انتخب نائب فرنسي.